# Доуп
Доуп (на английски: Dope, в превод „наркотик“) е алтърнатив метъл група от Ню Йорк, САЩ. Основана е през 1997 г. от Едзъл Доуп. Постига международен успех към края на 1990-те и началото на 2000-те години. 

## Ранни години (1997 – 1998)
Групата е основана през 1997 г. от вокалиста Едзъл Доуп. Като дете Едзъл и брат му Саймън Доуп са разделени, когато родителите им се развели. Когато двамата станали възрастни, те се събират отново и Саймън се присъеденява към групата на Едзъл, където свири на клавишни, семпли и перкусии. След това двойката взима Трип Айзен като китарист, Престън Наш като барабанист и Ейси Слейд като басист. За разлика от много от популярните групи от 90-те, Dope извличат звука си от влияния, взети от хевиметъл групи и го сливат със звука на индустриални рок изпълнители, които създават вълни по-рано през десетилетието като Ministry и Skinny Puppy. В най-ранните си дни групата продава наркотици, за да оцелее и закупи инструменти. Освен това името на групата Dope се отнася до хероина, който бил най-често срещаното вещество, което Едзъл и Саймън продавали в района на Ню Йорк, както се вижда от ранните им дизайни на тениски, на които ясно се виждат подкожни игли. Групата също има някои ранни връзки с колегите си рокери Мерилин Менсън; бившият барабанист Джинджър Фиш споделя апартамент с Едзъл Доуп в Лас Вегас през ранните 90-те години, преди някой от тях да е в съответните си групи. Също така китаристът Zim Zum позволява на групата да твърди, че „в момента се продуцират от Zim Zum“ на корицата на техните промоционални дискове, за да им помогне да сключат сделка за звукозапис. Първоначално е планирано Zum да продуцира техния дебют. По това време обаче той е зает със записването на албума Mechanical Animals. Вокалистът Едзъл също поддържа добро приятелство с бившата китаристка на Менсън - Дейзи Берковиц.

## Музикален стил и влияние
Доуп са описани като алтернативен метал, спийд метъл, ню метал и индустриален метал. Влиянията на Доуп включват Ministry, Nine Inch Nails, Kiss, Guns N' Roses, White Zombie и Mötley Crüe. Текстовете на Dope са известни с това, че са неприлични и агресивни. В ревюто на албума на Доуп Felons and Revolutionaries, NME казва: В „Американски пай“ момче слага члена си в ябълков пай, за да ни каже, че има нещо гнило в сърцето на Американската мечта. Бившите братя Едзъл и Саймън Доуп обаче вероятно ще сложат нечий друг член в ябълковия пай, ще го отрежат, ще завържат пая със стрихнин и ще го сервират на масата на Клинтън.

## Членове
- Едзъл Доуп
- Вайръс
- Ейси Слейд
- Даниъл Фокс

## Студийни албуми
- Felons and Revolutionaries (1999)
- Life (2001)
- Group Therapy (2003)
- American Apathy (2005)
- No Regrets (2009)
- Blood Money, Part 1 (2016)
- Blood Money, Part 2 (2019)